# Depersonalisation
Depersonalisation oder Depersonalisierungserleben bezeichnet allgemein einen Zustand der Selbstentfremdung, bei dem es zum Verlust oder einer Beeinträchtigung des Persönlichkeitsbewusstseins kommt. Betroffene erleben sich selbst als fremdartig oder unwirklich.

## Verbreitung
Depersonalisation tritt häufig in Kombination zusammen mit Derealisation auf und wird daher häufig mit dieser zusammengefasst. Es wird geschätzt, dass etwa jeder zweite Mensch mindestens einmal im Leben unterhalb der Krankheitsschwelle solche Phänomene schon erlebt hat. Oberhalb der Schwelle – wenn also nach den diagnostischen Kriterien eine Störung mit Krankheitswert vorliegt – ist die Verbreitung sehr viel geringer, jedoch keinesfalls selten. Die Lebenszeitprävalenz liegt bei etwa 2 % und unterscheidet sich nicht nach Geschlecht.
Eine Auswertung von umfangreichen Krankenversicherungsdaten aus dem Jahr 2006 zeigte zudem, dass die Störung in erheblichem Maße unter- und fehldiagnostiziert wurde. Ein Vergleich mit wiederholt ermittelten Prävalenz-Daten deutete darauf hin, dass nur etwa 1 % der vom Depersonalisationssyndrom Betroffenen die entsprechende Diagnose erhalten hatten.

## Symptome
Die Symptome der Depersonalisationsstörung (englisch depersonalisation disorder) sind vielfältig und für die Betroffenen oft schwer in Worte zu fassen. Zu den Kernsymptomen zählen:
- Emotionale Taubheit: Betroffene empfinden, dass sie nichts fühlen, oder dass ihre Gefühle „flach“ oder unwirklich sind. Ihre Wahrnehmung von Personen oder Objekten „lässt sie oft kalt“, das heißt, das Beobachten eines Sonnenuntergangs, die Wahrnehmung von Schmerz oder das Berühren ihres Partners löst keine Emotionen aus.
- Veränderung des Körpererlebens: Der eigene Körper oder Teile des Körpers werden als verändert (leichter/schwerer, größer/kleiner), als leblos oder als nicht zu-sich-gehörig empfunden. Das eigene Spiegelbild oder die eigene Stimme können fremd wirken. Manche Betroffene haben das Gefühl, nur „ein Kopf ohne Körper“ oder nur „Augen ohne Körper“ zu sein.
- Veränderung der visuellen Wahrnehmung: Viele Betroffene haben das Gefühl, „neben sich zu stehen“, so, als würden sie ihre Umwelt aus einer veränderten Perspektive (von weit weg, von außerhalb ihres Körpers, durch eine Kamera oder wie auf einer Filmleinwand etc.) sehen.
- Gefühl der Automaten- oder Roboterhaftigkeit der eigenen Bewegungen oder mentalen Prozesse: Bewegungen können zwar problemlos willentlich und kontrolliert ausgeführt werden, doch die Betroffenen empfinden oft keine Zugehörigkeit einer bewusst ausgeführten Bewegung zu einem eigenen willentlichen Entschluss, diese Bewegung auszuführen. Sie haben z. B. nicht das Gefühl, ihre Hand zu bewegen, sondern empfinden, dass die Hand – wie ferngesteuert – „sich bewegt“.
- Veränderung von Gedächtnisprozessen: Erinnerungen können als blass, undeutlich oder fern wahrgenommen werden: Ein nur wenige Stunden zurückliegendes Ereignis kann in der Erinnerung so empfunden werden, als läge es schon Jahre zurück. In traumatisierenden und extremen Stress-Situationen kann das Bewusstsein so weit eingeengt sein, dass das Erlebte im Gedächtnis nur fragmentarisch und zusammenhangslos abgespeichert wird. Dies kann dazu führen, dass Betroffene solche Erlebnisse später nicht verbal schildern können. Auch ein Déjà-vu-Erlebnis ist in der Regel von einem Gefühl der Entfremdung begleitet, da trotz des starken Eindrucks eines wiederholten Erlebens detailliertere Gedächtnisinhalte, wie etwa über den Zeitpunkt oder den Zusammenhang des mutmaßlichen früheren Erlebnisses, fehlen.

Darüber hinaus können seltener auch die auditive oder taktile Wahrnehmung, das Geschmacksempfinden oder die Zeitwahrnehmung gestört sein. Weiterhin können Gefühle von „Gedankenleere“ bestehen, die Unfähigkeit, sich visuell oder auditiv etwas vorzustellen, oder eine erhöhte Selbstbeobachtung. Auch eine erhöhte Schmerzschwelle bis hin zur Analgesie kann auftreten.
Es kann auch sein, dass ein Gefühl der Unwirklichkeit gegenüber der Umwelt besteht. Dies wird als Derealisation bezeichnet. Hierbei werden Objekte, Menschen oder die gesamte Umgebung als fremd, unvertraut, unwirklich, roboterhaft, fern, künstlich, zu klein oder zu groß, farblos oder leblos erlebt. Viele Betroffene geben an, ihre Umwelt wie „unter einer Käseglocke“ oder „in Watte gepackt“ zu erleben. Manchmal kann dem Betroffenen die Umgebung zweidimensional erscheinen, wie ein Film.
Die Dauer der Entfremdungserlebnisse kann von einigen Sekunden bis hin zu mehreren Stunden oder Tagen reichen. Möglich ist aber auch (wie im Falle der primären Depersonalisationsstörung), dass die Symptome bestehen bleiben und chronifizieren.
Trotz der vielen unterschiedlichen Äußerungsformen ist allen Entfremdungserlebnissen gemeinsam, dass sie von den Betroffenen als unangenehm und beunruhigend empfunden werden. Die Betroffenen haben das Gefühl, dass etwas anders ist, als es vor dem Auftreten der Depersonalisationserlebnisse war, und anders ist, als es eigentlich sein sollte. Sie leiden oft unter Ängsten, „verrückt zu werden“, oder auch nur solchen, von anderen „für verrückt gehalten zu werden“, wenn sie von ihren Erlebnissen erzählen.

## Abgrenzung
Depersonalisationserfahrungen treten auch bei Gesunden auf, z. B. bei großer Müdigkeit, nach stressauslösenden oder lebensbedrohlichen Situationen, während spiritueller Erfahrungen (Meditation, Trance) oder unter dem Einfluss halluzinogener Drogen. Die unterschiedlichen Quellen konstatieren eine Lebenszeitprävalenz in der nichtklinischen Bevölkerung zwischen 30 und 50 %. Von einer Störung im Zusammenhang mit Depersonalisation kann gesprochen werden, wenn bestimmte weitere Faktoren hinzukommen (wie z. B. eine erhöhte Intensität und Frequenz der Entfremdungserlebnisse oder der Zusammenhang mit einer anderen psychischen Störung (siehe sekundäre Depersonalisationsstörung)).
Obwohl Betroffene eventuell auch ihre Umwelt verändert wahrnehmen, bleibt während der Depersonalisationserfahrung dennoch die Realitätsprüfung intakt. Die Betroffenen haben also keine Wahnvorstellungen (in Abgrenzung zu psychotischen Störungen, wie z. B. der Schizophrenie) und schätzen bei ihren alltäglichen Aufgaben sich sowie ihre Umwelt richtig ein und haben Kontrolle über ihr Handeln. Die Depersonalisation verändert die subjektive Sichtweise der depersonalisierten Person bezüglich der Qualität der eigenen Wahrnehmung, jedoch gibt es keine Änderung bezüglich der Sichtweise hinsichtlich der Qualität des Objekts der Wahrnehmung. Wenn Betroffene z. B. das Gefühl haben, Personen und Objekte wie in den Raum projizierte Hologramme zu sehen, wissen sie dennoch, dass diese Personen und Objekte real und keine Hologramme sind.

## Diagnosekriterien

### Nach DSM-5 (2013)
Laut DSM-5 müssen für eine Diagnose einer Depersonalisations/Derealisations-Störung folgende Bedingungen erfüllt sein:
A. Das Vorliegen andauernder oder wiederkehrender Erfahrungen der Depersonalisation, Derealisation oder beidem:
1. Depersonalisation: Erfahrungen der Unwirklichkeit, des Losgelöstseins oder des Sich-Erlebens als außenstehender Beobachter bezüglich eigener Gedanken, Gefühle, Wahrnehmungen, des Körpers oder der Handlungen (z. B. Wahrnehmungsveränderungen, gestörtes Zeitempfinden, unwirkliches oder abwesendes Selbst, emotionales und/oder körperliches Abgestumpftsein).
2. Derealisation: Erfahrungen der Unwirklichkeit oder des Losgelöstseins bezüglich der Umgebung (z. B. Personen oder Gegenstände werden als unreal, wie im Traum, wie im Nebel, leblos oder optisch verzerrt erlebt).
B. Während der Depersonalisations- oder Derealisationserfahrungen bleibt die Realitätsprüfung intakt.
C. Die Symptome verursachen in klinisch bedeutsamer Weise Leiden oder Beeinträchtigungen in sozialen, beruflichen oder anderen wichtigen Funktionsbereichen.
D. Das Störungsbild ist nicht Folge der physiologischen Wirkung einer Substanz (z. B. Substanz mit Missbrauchspotenzial, Medikament) oder eines medizinischen Krankheitsfaktors (z. B. Krampfanfall).
E. Das Störungsbild kann nicht besser durch eine andere psychische Störung wie Schizophrenie, Panikstörung, Major Depression, Akute Belastungsstörung, Posttraumatische Belastungsstörung oder eine andere dissoziative Störung erklärt werden.

### Nach ICD-10
Im ICD-10 enthält folgende Kriterien für das Depersonalisations- und Derealisationssyndrom. Für eine Diagnose muss entweder 1 oder 2 oder beides zutreffen:
1. Depersonalisation: Die Betroffenen klagen über ein Gefühl von entfernt sein, von „nicht richtig hier“ sein. Sie klagen z. B., darüber, dass ihre Empfindungen, Gefühle und ihr inneres Selbstgefühl losgelöst seien, fremd, nicht ihr eigen, unangenehm verloren oder dass ihre Gefühle und Bewegungen zu jemand anderem zu gehören scheinen, oder sie haben das Gefühl, in einem Schauspiel mitzuspielen.
2. Derealisation: Die Betroffenen klagen über ein Gefühl der Unwirklichkeit. Sie klagen z. B. darüber, dass die Umgebung oder bestimmte Objekte fremd aussehen, verzerrt, stumpf, farblos, leblos, eintönig und uninteressant sind, oder sie empfinden die Umgebung wie eine Bühne, auf der jedermann spielt.

- Die Einsicht, dass die Veränderungen nicht von außen durch andere Personen oder Kräfte eingegeben wurde, bleibt erhalten.

Diese Diagnose sollte nicht gestellt werden, wenn das Symptom im Rahmen einer anderen psychischen Störung auftritt, […], infolge einer Intoxikation mit Alkohol oder anderen psychotropen Substanzen, bei einer Schizophrenie […], einer affektiven Störung, einer Angststörung oder bei anderen Zuständen (wie einer deutlichen Müdigkeit, einer Hypoglykämie oder unmittelbar vor oder nach einem epileptischen Anfall). Diese Symptome treten im Verlauf vieler psychischer Störungen auf und werden dann am besten als zweite oder als Zusatzdiagnose bei einer anderen Hauptdiagnose verschlüsselt.
Relativ selten kann Derealisation auch alleine vorkommen. Sie wird in dem Fall sowohl nach ICD-10 als auch nach DSM-5 der Kategorie Depersonalisationsstörung zugeordnet.

### Nach ICD-11
Bei der Depersonalisation wird das Selbst als fremd und unwirklich empfunden, bei der Derealisation bezieht sich diese Empfindung auf andere Personen, Objekte oder die ganze Welt. Betroffene fühlen sich wie Beobachter von außen, die die Geschehnisse von einem entfernten Blickpunkt aus betrachten. Die Symptome sind nicht die Folge einer Substanzwirkung, von Entzug, von Traumata oder anderen Erkrankungen. Die Symptomatik ist als Krankheit anzusehen, wenn sie anhaltend oder wiederkehrend auftritt und zu Leid und Beeinträchtigung führt.

## Verlauf
Die Erkrankung bricht meist im Jugend- oder frühen Erwachsenenalter aus (Mittel: mit 16 Jahren). Jedoch kann die Krankheit seltener auch im Kindesalter oder in späteren Jahren ihren Anfang nehmen, jedoch bei nur etwa 5 % nach dem 25. Lebensjahr.
Der Beginn kann schlagartig oder schleichend sein. Tritt die Störung in Episoden auf, kann deren Dauer stark variieren: zwischen kurzen Episoden, die Stunden oder Tage anhalten, und anhaltenden Episoden über Wochen, Monate oder Jahre.
Bei etwa einem Drittel der Fälle zeigt sich ein dauerhaft episodischer Verlauf, bei einem weiteren Drittel ein anfänglich episodischer und später anhaltender (kontinuierlicher) Verlauf, und bei dem übrigen Drittel ein anhaltender (kontinuierlicher) Verlauf von Beginn an.
Die Intensität der Symptome kann entweder schwanken oder über lange Zeit (in Extremfällen über Jahre) unverändert bleiben. Ist sie schwankend, so sind typische Auslöser für Verschlimmerungen Stress, Verschlechterung der Stimmung, Zunahme von Ängstlichkeit, neue oder überreizte Umgebung oder Schlafmangel.

## Primäre und sekundäre Formen
Nach den Diagnoseregeln des ICD-10 und des DSM-5 soll eine Depersonalisationsstörung nur dann die Hauptdiagnose sein, wenn sie nicht als Symptom im Rahmen einer anderen Störung auftritt. Daher gibt es in der Literatur zuweilen die Unterscheidung zwischen primärer und sekundärer Depersonalisation.
Primäre Depersonalisation beschreibt dabei die eigenständige Depersonalisation-Störung, die nicht als begleitendes Symptom einer anderen Störung zugeordnet werden kann. Sekundäre Depersonalisation steht für eine Depersonalisation, die als Symptom einer anderen übergeordneten Störung auftritt. Nach bisherigen Erkenntnissen (Stand 2016) gibt es zwischen primärer und sekundärer Depersonalisation keine signifikanten Unterschiede hinsichtlich Ausprägung und Schweregrad.
Sekundäre Depersonalisationsphänomene können in unterschiedlichem Ausmaß bei einer Vielzahl psychischer und neurologischer Störungen vorkommen:
- Dissoziative Identitätsstörung
- Borderline-Persönlichkeitsstörung
- Posttraumatische Belastungsstörung
- Angststörung

- Depression
- Zwangsstörung
- Aufmerksamkeitsdefizit-/Hyperaktivitätsstörung (ADHS)
- Schizoide Persönlichkeitsstörung
- Schizotypische Persönlichkeitsstörung
- Burnout-Syndrom

- Epilepsie (v. a. Temporallappenepilepsie)
- Migräne
- Hirnläsionen (etwa durch Tumoren oder Schädelhirntrauma)
- Störungen des Gleichgewichtsorgans

- Kleine-Levin-Syndrom

Die Einnahme psychoaktiver Substanzen wie Alkohol, Cannabis und bestimmter Medikamente kann ebenfalls Depersonalisation hervorrufen.
Depersonalisation kann als ein Symptom bei Schizophrenie vorkommen, ist allerdings von den sonstigen Formen der Depersonalisation abzugrenzen, da der Betroffene hier in der Regel keine Krankheitseinsicht hat (siehe Abgrenzung in den Diagnosekriterien).

## Ursachen und Auslöser
Wie bei anderen psychischen Störungen kann auch bei einer Depersonalisationsstörung meist kein einzelner auslösender Faktor als hinreichende Ursache benannt werden. Versteht man Depersonalisation als die Reaktion der Betroffenen auf zurückliegende oder aktuelle Lebenssituationen, so muss bei diesen Betroffenen zusätzlich eine besondere Prädisposition für bewusstseinsverändernde Störungen bestehen, um eine Depersonalisationsstörung zu entwickeln, da andere Menschen auf vergleichbare Lebenssituationen nicht mit Depersonalisation reagieren.
Als Auslöser einzelner Depersonalisationserlebnisse oder -phasen gelten extrem stressauslösende und lebensbedrohende Erlebnisse (wie z. B. ein Autounfall). Aus diesem Grund werden auch sogenannte
Nahtoderfahrungen und andere außerkörperliche Erfahrungen als Depersonalisation aufgefasst.
Ferner kommen als Ursachen auch Drogenmissbrauch (z. B. Cannabis, Ecstasy, Alkohol), bestimmte Vergiftungen, emotionale Vernachlässigung, Prämenstruelles Syndrom sowie Schlafmangel in Betracht.
Bei der Klärung der Verursachung im einzelnen Fall ist ferner zu prüfen, ob die Depersonalisationsstörung als Symptom einer anderen Störung auftritt (vgl. sekundäre Depersonalisationsstörung). In letzterem Fall wären zunächst die Ursachen für die Grundstörung zu untersuchen.

## Erklärungsmodelle
Seit der Intensivierung der Forschung zur Depersonalisation in den 1990er Jahren sind innerhalb verschiedener wissenschaftlicher Disziplinen folgende Erklärungsmodelle entstanden.

### Neurophysiologische Theorie
V. S. Ramachandran machte seit 2009 mehrfach den Vorschlag, dass die neuronale Repräsentation der Selbstwahrnehmung analog der Repräsentation der Fremdwahrnehmung sein könne. So wie das Verhalten anderer Lebewesen neuronal präsentiert werde, so könne auch das eigene Verhalten neuronal präsentiert werden. Ausgelöst wurde der Vorschlag u. a. durch die Entdeckung der sogenannten Spiegelneuronen. Diese reagieren bei der Beobachtung von Aktionen, z. B. eines Fußtritts, genauso wie bei der Selbstausführung der Aktion. Ramachandran hielt es für plausibel, dass sich die neuronalen Mechanismen von Fremd- und Selbstrepräsentation während der Evolution parallel entwickelten. Entsprechend diesem Konzept der Selbstwahrnehmung schlug Ramachandran dann vor, dass Erscheinungen von Depersonalisation und Derealisation auf Abweichungen bei neuronalen Verbindungen zu Spiegelneuronsystemen zurückgeführt werden könnten.

### Neurochemische Theorien
Es wird vermutet, dass bei der Entstehung und Aufrechterhaltung der Depersonalisation mehrere Neurotransmittersysteme beteiligt sind, die bei der Regulation des globalen Gleichgewichts von neuronalen Informationsströmen, u. a. bei Stressreaktionen, eine wichtige Rolle spielen.
Serotonerge Systeme
Die Wahrscheinlichkeit von Symptomen erhöht sich durch Substanzen, die als Serotonin-Agonisten wirken, wie m-CPP, Cannabis, LSD und Ecstasy. Ob allerdings bei Depersonalisation, die nicht durch Substanzen ausgelöst wird, Abweichungen in serotonergen Systemen vorliegen, ist nicht bekannt. Ferner liegen keine verlässlichen Daten darüber vor, ob medikamentöse Beeinflussung dieser Systeme therapeutisch plausibel ist (Stand 2016).
Glutamaterge Systeme
Es ist bekannt, dass der NMDA-Antagonist Ketamin Effekte hervorrufen kann, die einer Depersonalisation entsprechen. Vermutet wird, dass die Ursache hierfür Störungen der im Gehirn weit verbreiten Informationsflüsse sind, an denen der Neurotransmitter Glutamat beteiligt ist. Ob allerdings bei Depersonalisation, die nicht durch Ketamin ausgelöst wird, Abweichungen in glutamatergen Systemen vorliegen, ist nicht bekannt. Ferner liegen keine verlässlichen Daten darüber vor, ob medikamentöse Beeinflussung dieser Systeme therapeutisch plausibel ist (Stand 2016).
Opioidrezeptoren
Die Vermutung, dass bei Depersonalisation eine Fehlregulation der körpereigenen (endogenen) opioiden Transmittersysteme vorliegen kann, wurde durch mehrere, kleinere Pilotstudien gestützt. Opioid-Antagonisten, wie Naloxon, Naltrexon und Nalmefen zeigten eine Tendenz zur Verminderung der Symptome. Die therapeutische Anwendung von Naltrexon wurde als Versuch in Einzelfällen 2014 empfohlen. (Siehe unten Abschnitt Opioid-Antagonisten)

### Theorie der Panikstörung
Das kognitive Verhaltensmodell (cognitive-behavioral model) von Hunter u. a. (2003) basiert auf der Annahme, dass eine Depersonalisationsstörung durch die übertriebene Bewertung von normalerweise vorübergehenden Zuständen von Depersonalisation entstehen kann.
Das Modell orientiert sich stark an kognitiven Modellen für Angststörungen, wie zum Beispiel dem Modell von Clark (1986) für die Panikstörung. In diesem Modell wurde vorgeschlagen, dass gewöhnliche Angstsymptome wie die Veränderung der Herzrate, Schwindel oder Konzentrationsprobleme der Ausgangspunkt der Panikstörung seien. Während Gesunde diese Symptome als gewöhnliche Angstsymptome sehen, werden diese von Patienten fälschlich als Gefahr verstanden (zum Beispiel „Ich bekomme einen Herzinfarkt“). Dies verstärkt die Angst und somit die angstbedingten Empfindungen, welche wiederum zu noch mehr Angst führen. Dadurch wird ein Teufelskreis in Gang gesetzt.
Vorübergehende Depersonalisation ist eine relativ weit verbreite Erscheinung. Deshalb wurde vorgeschlagen, dass die übertriebene Gewichtung solcher vorübergehender Symptome zu panischer Angst führen kann – wenn sie etwa verstanden werden als Anzeichen, „verrückt“ zu werden, die Kontrolle zu verlieren, unsichtbar zu werden oder eine Hirnschädigung zu haben. Die Angst verstärkt dann die Depersonalisation. Dies verstärkt wiederum die Angst, wodurch ein Teufelskreis in Gang kommt, der die Depersonalisation als dauerhafte Störung aufrechterhalten kann.
Eine landesweite Studie in Großbritannien von 2012 hat dieses Modell insofern gestützt, als beim Abgleich von Persönlichkeitsmerkmalen während der Kindheit in Fällen späterer Depersonalisation im Alter von 36 Jahren nur der Faktor Angst während der Kindheit signifikant mit der späteren Störung korrelierte.

### Psychoanalytische Theorie
In der Tradition der Psychoanalyse nach Sigmund Freud wird die Depersonalisation als ein Störungsbild beschrieben, bei dem als Ursache ein schützender Abwehrmechanismus angenommen wird. Diesem wird dabei eine defensive Funktion zugeschrieben, welche es dem Patienten erlaube, schmerzliche, ängstigende oder sonst unerträglich erscheinende Gefühle und Gedanken abzuwehren, indem sie als nicht zur eigenen Person gehörig bewertet würden. Gleichzeitig werde aber die Existenz solcher als fremd erscheinenden Erfahrungen im eigenen Selbst als eine Störung des Ich-Erlebens empfunden, welche ihrerseits Unbehagen und Ängste auslöse.

## Gehirnforschung
Durch bildgebende Verfahren wurden sowohl funktionelle als auch anatomische Abweichungen im Gehirn bei Patienten mit Depersonalisationsstörung festgestellt. So wurde im linken vorderen Inselcortex, der wichtige Funktionen bei Gefühlserlebnissen und bei der Wahrnehmung des eigenen Körpers (Interozeption) hat, eine Unterfunktion beobachtet. Wenn sich im Zeitraum bis zu einer späteren Messung die Symptome der Störung gebessert hatten, nahm auch die Aktivität im Inselcortex zu. Bei Patienten ohne Besserung der Symptome bis zur zweiten Messung wurde dagegen keine derartige Erholung der Aktivität im Inselcortex beobachtet.

## Behandlung
Bei einer sekundären Depersonalisation steht die Behandlung der Grunderkrankung im Vordergrund. Für die Behandlung einer primären Depersonalisation gibt es bislang (Stand 2016) keine Therapie, die sich etabliert hat.

### Pharmakotherapie
Es gibt bislang (Stand 2021) kein Medikament, das zur Behandlung der Depersonalisations-Derealisationsstörung zugelassen ist. Es gibt jedoch mehrere Wirkstoffe, die untersucht worden sind. Einige erwiesen sich teilweise als wirksam und wurden 2014 von den maßgeblichen medizinischen Fachgesellschaften in Deutschland für eine mögliche versuchsweise Anwendung in Einzelfällen empfohlen. Dies betrifft selbstverständlich nur Medikamente, die für andere Anwendungen bereits zugelassen sind (Off-Label-Use).

#### Lamotrigin
Zur Wirksamkeit von Lamotrigin bei dieser Störung liegen widersprüchliche Ergebnisse vor, die bislang (Stand 2016) eine eindeutige Beurteilung verhindert haben.

#### Opioid-Antagonisten
Positive Effekte bei der Behandlung von Symptomen der Depersonalisation wurden in einer nicht placebo-kontrollierten Studie durch die Gabe von Infusionen des Opioidantagonisten Naloxon verzeichnet. Hierbei konnte in der Mehrzahl der Fälle eine deutliche Besserung und bei einem kleinen Teil der Patienten sogar eine völlige Beseitigung der Symptome erreicht werden. Die Effekte konnten bis über 24 Stunden anhalten. In einer anderen Studie zeigte sich ein ähnlicher Effekt durch Naltrexon.
In einer nicht kontrollierten Studie wurde bei Veteranen mit posttraumatischer Belastungsstörung bei Anwendung von Nalmefen in knapp der Hälfte der Probanden ein deutlicher Rückgang der emotionalen Taubheit und anderer Symptome der posttraumatischen Belastungsstörung beobachtet. Ein ähnlicher Effekt konnte in einer kleinen nicht kontrollierten Studie mit Naltrexon herbeigeführt werden. Dieser Effekt war jedoch geringer ausgeprägt. Er konnte allerdings durch eine ähnliche deutsche Studie von 2015 bestätigt werden.
2014 wurde von den maßgeblichen medizinischen Fachgesellschaften in Deutschland als Klinischer Konsensuspunkt (KKP) die therapeutische Anwendung von Naltrexon als Versuch in Einzelfällen empfohlen.

### Psychotherapie

#### Kognitive Verhaltenstherapie
In jüngeren Ansätzen der kognitiven Verhaltenstherapie steht vor allem der Zusammenhang von Depersonalisation und Angst im Vordergrund. Zumeist werden die Entfremdungserfahrungen durch den Patienten als höchst bedrohlich eingestuft (catastrophic attribution). Die Folge dieser Einschätzung sind anhaltende Angst, zwanghafte Selbst-Beobachtung und ängstlich-vermeidendes Verhalten. Der kognitiv-verhaltenstherapeutische Ansatz besteht deshalb darin, dem Patienten eine Möglichkeit zu eröffnen, die Depersonalisationserfahrungen neu zu bewerten und ihnen dadurch den Anschein des Bedrohlichen und Katastrophalen zu nehmen. Zu diesem Ziel können bereits die exakte Diagnosestellung sowie eine ausführliche Aufklärung des Patienten (Psychoedukation) über die Depersonalisationsstörung Entscheidendes beitragen, da sie dem Patienten verschiedene Ängste nehmen können (z. B. die Angst, verrückt zu werden; die Angst, dass „das Gehirn nicht richtig arbeitet“; die Angst, der einzige Mensch mit solchen Erfahrungen zu sein).
In einer Studie von 2005 mit 21 Patienten, die einzeln mit kognitiver Verhaltenstherapie behandelt wurden, zeigten sich signifikante Besserungen der Symptomatik, und zwar sowohl nach dem Ende der Therapie als auch sechs Monate später. 29 % der Patienten erfüllten nach Ende der Therapie die Kriterien der Depersonalisationsstörung nicht mehr.

#### Achtsamkeitsbasierte Therapie
In einer Studie wurden gegenläufige Trends (inverse Korrelation) zwischen der Schwere der Depersonalisation und bestimmten Aspekten der Achtsamkeit festgestellt. Dies wurde als Hinweis dafür gewertet, dass achtsamkeitsbasierte Psychotherapieverfahren hilfreich sein könnten.

### Transkranielle Magnetstimulation
Mehrere kleine Pilotstudien beschäftigten sich mit der Anwendung repetitiver transkranieller Magnetstimulation (rTMS) bei Depersonalisation, wobei verschiedene Ziele stimuliert wurden. Ohne Kontrollgruppenvergleich reagierte ein Teil der Patienten mit einem Rückgang der Symptome. Aussagekräftige klinische Studien fehlen bislang.

## Geschichte
Bereits 1872 wurden die Symptome durch den ungarisch-französischen Arzt Maurice Krishaber (1836–1883) beschrieben. Der Begriff wurde im Jahre 1898 vom französischen Psychiater Ludovic Dugas eingeführt. Er hat ihn laut eigenen Angaben aus einem Eintrag aus den Tagebüchern des französischen Philosophen Henri-Frédéric Amiel entnommen. Im Eintrag des 8. Juli 1880 heißt es:

« à présent je puis considérer l’existence à peu près comme d’outre-tombe, comme d’au delà; je puis sentir en ressuscité; tout m’est étrange: je puis être en dehors de mon corps et de mon individu, je suis dépersonnalisé, détaché, envolé. »

„Gegenwärtig kann ich die Existenz mehr oder weniger wie jenseits des Grabes betrachten, wie im Jenseits; Ich kann mich auferstanden fühlen; mir ist alles fremd: Ich kann außerhalb meines Körpers und meiner selbst sein, ich bin entpersönlicht, distanziert, entwichen.“

## Depersonalisation im Film
In dem Film Numb geht es um einen Mann, welcher an Depersonalisierung leidet.

### Leitlinien
- Arbeitsgemeinschaft von sechs Fachgesellschaften: Leitlinie Diagnostik und Behandlung des Depersonalisations-Derealisationssyndroms, 2014. (PDF) abgerufen am 28. September 2021.

### Einführungen
- Jeffrey Abugel: Stranger To My Self: Inside Depersonalization: The Hidden Epidemic. Johns Road Publishing, 2011, ISBN 978-0-615-38523-5.
- Berit Lukas: Das Gefühl, ein NO-BODY zu sein. Depersonalisation, Dissoziation und Trauma. Junfermann Verlag, Paderborn 2003, ISBN 3-87387-534-9.
- Mauricio Sierra: Depersonalization: A New Look at a Neglected Syndrome. Cambridge University Press, 2009, ISBN 978-1-139-48942-3.
- Daphne Simeon, Jeffrey Abugel: Feeling Unreal: Depersonalization Disorder and the Loss of the Self. Oxford University Press, New York 2006, ISBN 0-19-517022-9.
- Daphne Simeon: Depersonalisation disorder: a contemporary overview. In: CNS drugs, Band 18, Nummer 6, 2004, S. 343–354. PMID 15089102 (Review), depersonalizace.info (PDF; 201 kB) abgerufen am 16. September 2016.
- Uwe Wolfradt: Depersonalisation – Selbstentfremdung und Realitätsstörung. Kölner Studien Verlag, 2003, ISBN 3-936010-04-8.

### Ratgeber
- Anthony David, Emma Lawrence, Dawn Baker, Elaine Hunter: Overcoming depersonalization and feelings of unreality: a self-help guide to using cognitive behavioural techniques. Constable & Robinson, London 2007, ISBN 978-1-4721-0574-5.
- Matthias Michal: Depersonalisation und Derealisation: Die Entfremdung überwinden. 2., überarbeitete und erweiterte Auflage. Kohlhammer, Stuttgart 2015, ISBN 978-3-17-026187-7.
- Fugen Neziroglu, Katharine Donnelly: Overcoming Depersonalization Disorder: A Mindfulness and Acceptance Guide to Conquering Feelings of Numbness and Unreality. Vorwort: Daphne Simeon, New Harbinger Publications, Oakland CA 2010, ISBN 978-1-57224-706-2.